# Жернакова (Свердловская область)
Жернакова — деревня в Верхотурском городском округе Свердловской области, Россия. 

## Географическое положение
Деревня Жернакова муниципального образования «Верхотурский городской округ» расположена в 22 километрах (по автотрассе в 25 километрах) к юго-востоку от города Верхотурье, на левом берегу реки Салда (правый приток реки Тура), в устье левого притока реки Жернаковка.

## История
Название Жернакова образовано от фамилии крестьян первопоселенцев. Одно из первых русских поселений на реки Салда. Впервые упоминается имя крестьянина Васьки Жернакова в 1624 году.

## Население
| 1873 | 2002 | 2010 |
| ---- | ---- | ---- |
| 88   | ↘0   | →0   |